# Tutóia
Tutóia este un oraș în unitatea federativă Maranhão (MA), Brazilia.